# Garudasana

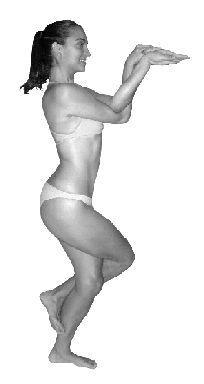
Garudasana

Garudasana ovvero posizione dell'aquila o posizione di Garuda, è una posizione di Hatha Yoga. Il nome deriva dalla divinità induista Garuḍa ovvero il "re degli uccelli", nonché cavalcatura alata della divinità Visnù, e dal sanscrito "āsana" che significa "posizione".

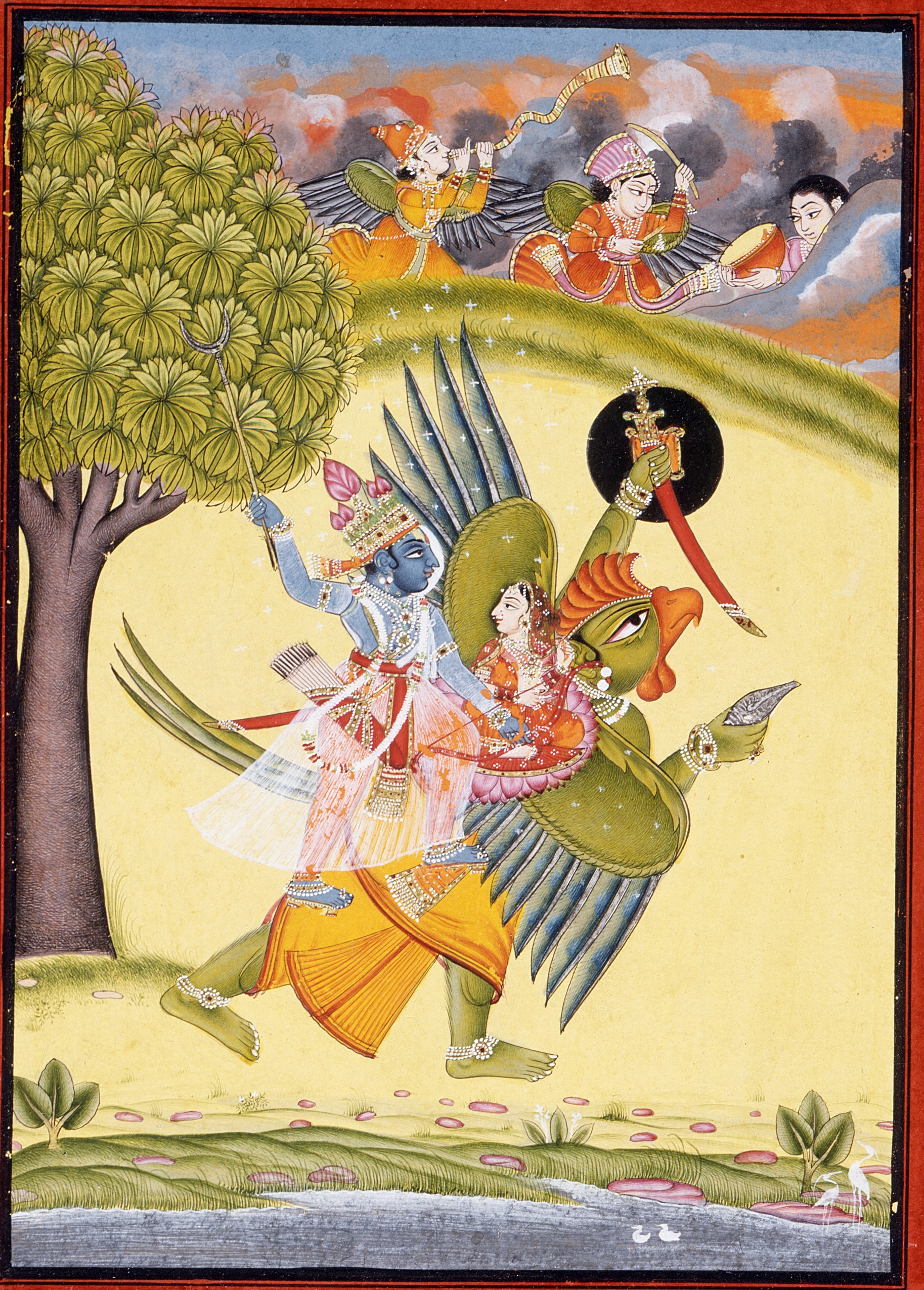
Visnù e Lakshmi cavalcano Garuḍa, in un dipinto nella città di Bundi nella regione del Rajasthan

## Scopo della posizione
La posizione ha lo scopo di rafforzare gli arti inferiori e di migliorare l'equilibrio.

## Posizione
Partendo dalla posizione in piedi, sollevare il piede destro e, piegando il ginocchio, arrotolare la gamba destra sopra la sinistra. Allungare le braccia in avanti ponendo il braccio destro sopra il sinistro, poi piegare i gomiti portando le mani verso l'alto. Piegare i polsi e porre le mani parallele al suolo.
Ripetere con l'altra gamba.